# Angel from Montgomery
Angel from Montgomery är en nedstämd countryballad skriven av John Prine och låg ursprungligen på hans självbetitlade album John Prine 1971. Den har bland annat spelats in som cover av Bonnie Raitt, Dave Matthews Band 1997, Susan Tedeschi, och 2007 av Jill Johnson. 
Sången framförs i filmen Into the Wild av karaktärerna Tracy och Christopher McCandless, men finns inte med på filmens soundtrack.

### Fotnoter
1. ↑  ”Svensk mediedatabas”. Arkiverad från originalet den 22 februari 2014. https://web.archive.org/web/20140222061107/http://smdb.kb.se/catalog/id/002206876. Läst 24 maj 2011.